# The Battle of Hastings and Other Poems
The Battle of Hastings and Other Poems – tomik wierszy Sydneya Hodgesa, opublikowany w Londynie w 1853 nakładem oficyny Simpkin, Marshall, and Co. Utwór został zadedykowany Henry'emu Wadsworthowi Longfellowowi: To Henry Wadsworth Longfellow, Esq. (with the warmest thanks for his kind encouragement,) these poems are inscribed. By his most sincere admirer, the author. Tytułowy utwór opowiada o bitwie pod Hastings z 1066.